# Vittoria Accoramboni, duchesse de Bracciano
Pour les articles homonymes, voir Vittoria Accoramboni.

Vittoria Accoramboni, duchesse de Bracciano est un récit de Stendhal non signé et publié dans la Revue des deux Mondes le 1er mars 1837, qui appartient à la série des Chroniques italiennes.
Le texte appartient à la série principale des Chroniques italiennes, basée sur les manuscrits du fonds Caetani, découverts et copiés par Stendhal en 1833. À l'instar des autres récits de cette série (Les Cenci, La Duchesse de Palliano, L'Abbesse de Castro, Trop de faveur tue et Suora Scolastica), Stendhal affecte de se borner à traduire un texte italien. Ainsi, Vittoria Accoramboni s'ouvre-t-il par un avertissement :
« Malheureusement pour moi comme pour le lecteur, ceci n'est point un roman, mais la traduction fidèle d'un récit fort grave écrit à Padoue en décembre 1585 ».
Cette coquetterie d'écriture se révèle vraie dans le cas de Vittoria Accoramboni, chronologiquement le premier texte de la série, et de plus en plus fausse avec les textes suivants, où Stendhal s'éloigne très largement des originaux. Stendhal, cependant, ne rend pas compte des conditions exactes dans lesquelles il est entré en possession du manuscrit mais file l'histoire d'un vieux patricien de Mantoue « fort riche et fort avare » consentant après force négociation à le laisser copier « quelques historiettes ». Après une ultime précaution oratoire, appelant le lecteur à ne point chercher dans le texte un roman à la mode, au « style piquant, rapide », s'ouvre l'histoire de Vittoria Accoramboni, duchesse de Bracciano.
Vittoria Accoramboni, aristocrate née dans le duché d'Urbino, est une jeune fille à la beauté et au charme extraordinaires, objet de la dévotion de tous ceux qui la croisent. Parmi de nombreux prétendants, les parents de Vittoria choisissent de la marier à Félix Peretti, neveu du cardinal Montalto, futur pape Sixte Quint. Vittoria est adorée par sa belle-famille, le cardinal Montalto étend sa protection et ses faveurs aux trois frères de la jeune femme.